# Jiří Antonín Benda
Jiří Antonín Benda, también conocido como Georg Benda (Benátky nad Jizerou, Bohemia, 30 de junio de 1722 - 6 de noviembre de 1795) fue un maestro de capilla, violinista y compositor checo.
Nacido en Benátky nad Jizerou, Bohemia, estudió en una escuela de gramática de Kosmonosy.

## Composiciones de ópera
- Xindo riconosciuto (Giovanni Andrea Galletti, ópera seria, 1765, Gotha)
- Il buon marito (Galletti, Intermezzo, 1766, Gotha)
- Il nuove maestro di capella (Intermezzo, 1766, Gotha)
- Ariadne auf Naxos (Johann Christian Brandes, melodrama, 1775, Gotha)
- Der Jahrmarkt (Der Dorfjahrmarkt/Lukas und Bärbchen) (Friedrich Wilhelm Gotter, Singspiel, 1775, Gotha)
- Medea (Gotter, melodrama, 1775, Leipzig)
- Walder (Gotter, Singspiel, 1776, Gotha)
- Romeo und Julie (Gotter, Singspiel, 1776, Gotha)
- Der Holzhauer oder Die drey Wünsche (Gotter, Singspiel, 1778, Gotha)
- Pygmalion (Gotter, melodrama, 1779, Gotha)
- Das tartarische Gesetz (Gotter, Singspiel, 1787, Mannheim)